# Sponsa Christi
Sponsa Christi é uma Constituição Apostólica emitida pelo Papa Pio XII na Festa da Apresentação, 21 de novembro de 1950. Ela aborda a vocação das mulheres consagradas e seu compromisso místico com Cristo.

## Características da vida consagrada
A primeira parte da constituição trata do desenvolvimento histórico da vocação da virgindade e do desenvolvimento de mosteiros monásticos femininos das congregações de virgens consagradas da igreja primitiva, e em particular a vida contemplativa. Papa Pio XII descreve as características da vida consagrada das mulheres e explica: "Por causa de sua consagração pelo bispo diocesano, elas adquirem um vínculo especial com a Igreja, à qual dedicam seu serviço, mesmo que permaneçam no mundo. Sozinho ou em comunidade, elas representam uma imagem escatológica especial da noiva celestial e da vida futura, quando a igreja finalmente viverá em abundância o amor de seu noivo, Cristo."
Para virgens sagradas, o serviço da liturgia é essencial. A Palavra de Deus e a liturgia são as fontes das quais as virgens consagradas devem extrair, conhecer a vontade de Deus e se ligar a ele em liberdade e em amor. Na mesma parte, o Papa estabelece as disposições que regem os exames das freiras. Com esta constituição, são estabelecidas regras fixas para as comunidades religiosas, além disso, uma diretriz é dada às virgens consagradas que vivem no mundo.
O Papa Pio citou Sponsa Christi na encíclica Sacra Virginitas, de 25 de março de 1954, como mostrando a importância do ofício que homens e mulheres consagrados cumprem na Igreja.

## Fundamentos do Direito Canônico
A segunda parte especifica os estatutos válidos de acordo com a lei canônica:
- Artigo I. §§ 1-3 Estabelecimento de ordens religiosas para mulheres
- Artigo II §§ 1-3 Formas especiais de vida religiosa monástica
- Artigo III §§ 1-3 Afiliação e consagração virgem
- Artigo IV §§ 1-5 Grandes e pequenos exames papais
- Artigo V. §§ 1-4 Compromisso com a celebração pública da Liturgia das Horas em coro
- Artigo VI §§ 1-3 Hierarquia e ordem nos mosteiros das mulheres
- Artigo VII §§ 1-3 Procedimento de autorização pela Santa Sé
- Artigo VIII §§ 1-3 Trabalho monástico para a manutenção dos mosteiros
- Artigo IX Disposições finais e exortação para o estrito cumprimento destes regulamentos

Na Constituição Apostólica Vultum Dei quaerere, de 29 de junho de 2016 (sobre a vida contemplativa na Ordem das Mulheres), o Papa Francisco revogou a Statuta generalia Monialium (Estatutos gerais sobre freiras). 